# Psammotettix koeleriae
Psammotettix koeleriae är en insektsart som beskrevs av Aleksey A. Zachvatkin 1948. Psammotettix koeleriae ingår i släktet Psammotettix och familjen dvärgstritar. Inga underarter finns listade i Catalogue of Life.